# Obiplein

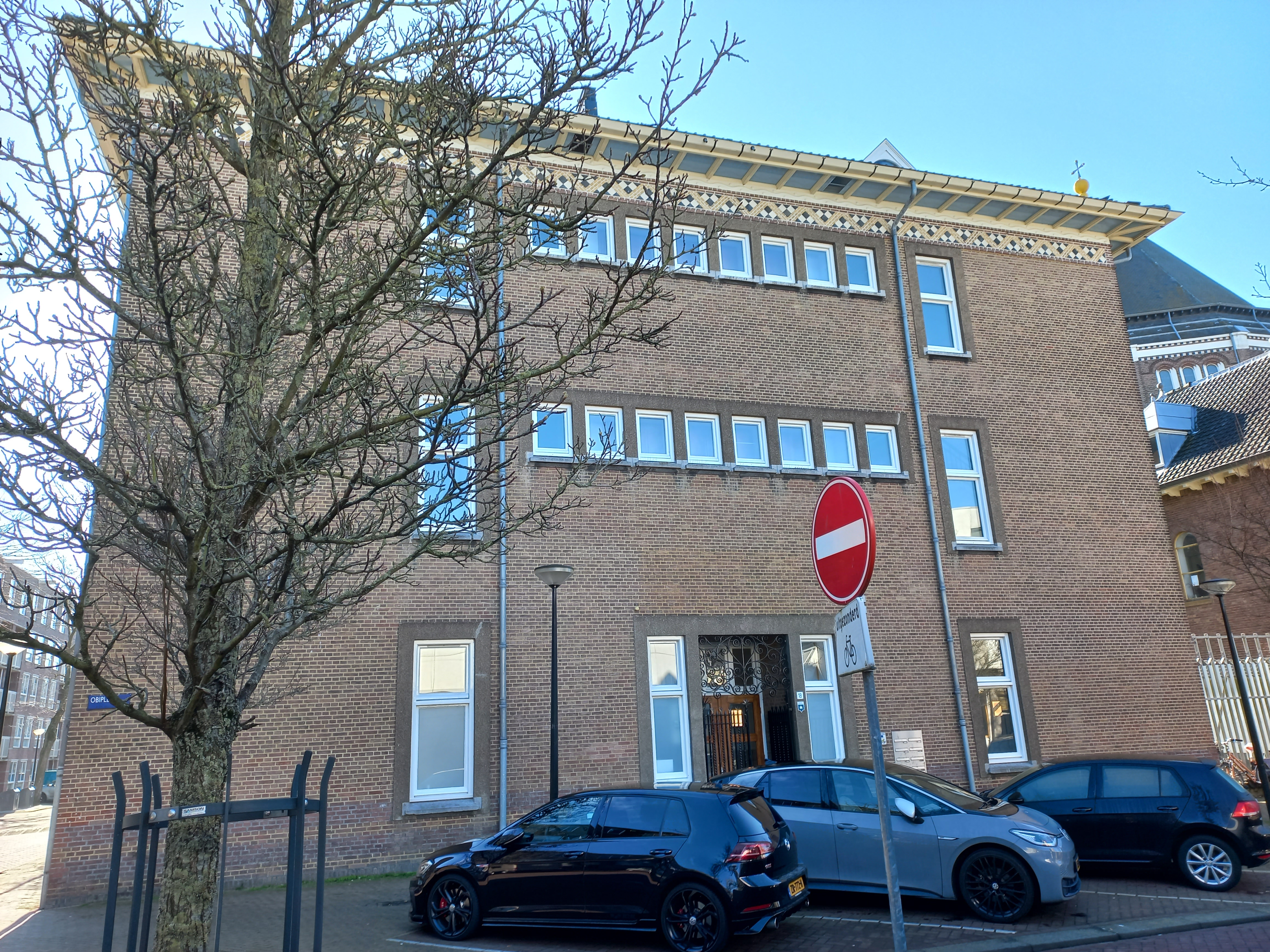
Obiplein 18 uit oorspronkelijke bouwperiode (februari 2022)

Het Obiplein is een plein in Amsterdam-Oost.

## Geschiedenis en ligging
Het plein is gesitueerd in de Indische Buurt, een buurt die in de jaren twintig van de 20e eeuw werd aangelegd en volgebouwd. Per raadsbesluit 26 januari 1923 kreeg een straat in deze buurt de naam Obistraat. Het werd vernoemd naar het eiland (en eilandengroep) Obi in de Molukken; de Molukkenstraat is dan ook niet ver weg. Rond 1980 werd de buurt rond de Obistraat gesaneerd. De straat kreeg een pleinvorm en wijzigde per raadsbesluit op 24 september 1980 de naam in Obiplein. Het plein wordt aan de oostzijde geschampt door de Halmaheirastraat. In het westen heeft hij een scharnierpunt met het Ambonplein.
Op het plein is geen kunst in de openbare ruimte te vinden. De straten zijn hier nauw, er is geen ruimte voor openbaar vervoer; daarvoor moet men naar de Molukkenstraat of Insulindeweg, de hoofdverkeersaders in de buurt.

## Gebouwen
De oorspronkelijke gebouwen, bijna allemaal woonhuizen, uit de jaren 20 werden na opkopen en het dichttimmeren (onbewoonbaar verklaard) eind jaren zeventig grotendeels gesloopt bij de omvorming van straat naar plein. De woningen aan de oneven zijde gingen in 1978 tegen de vlakte. De Dr Vouteschool uit 1925/1926, die daartussen stond op huisnummer 9-11 en ontworpen door de Dienst der Publieke Werken ging twee jaar later verloren. 
Het plein kreeg nieuwbouw binnen de sociale woningbouw aan noord-, west- en oostkant; ook de oorspronkelijke bebouwing aan de Halmaheirastraat ging tegen de vlakte. In het midden werd geen groene ruimte aangelegd maar werd een basisschool neergezet.

## Zuidelijke gevelwand
De zuidelijke gevelwand ook van de hand van Jan Stuyt bleef echter staan. Alle gebouwen werden begin 21e eeuw tot rijksmonument verklaard:
- huisnummer 2 is één gebouw met Ambonplein 55 (rijksmonument 523304)
- huisnummer 4-12 is de zijgevel van de Gerardus Majellakerk en heeft daaraan ook een toegang, maar het hoofdadres van de kerk is Ambonplein 61-79 (rijksmonument 503303).
- huinsummer 14-16, Het Sint Theresiaklooster, (rijksmonument 523305)
- huisnummer 18, voormalige Pastoor Hesseveld School Lager Onderwijs (rijksmonument 523306).

## School
In de jaren 80 was de buurt kinderrijk; zo werden op zowel op het Ambonplein (De Evenaar) als het Obiplein (De Waaier, rond 1986) een lagere school gebouwd. Toen de schoolgaande kinderen wegtrokken werden beide scholen overbodig. De Waaier (opgeheven in 2019) werd omgebouwd voor Educatief Centrum Oost, een bedrijf gespecialiseerd in het traject leer-werk. De Evenaar werd vervangen door kinderopvang.